# Belchim
Belchim ist ein belgischer Agrochemiekonzern. Er vertreibt die Pflanzenschutzmittel-Wirkstoffe der amerikanischen FMC und der japanischen ISK in Europa. Außerdem werden einige Wirkstoffe der Mitsui Chemicals Agro und Isagro S.p.A. vermarktet.
In Europa zugelassen sind u. a. Milbemectin, Pyridat, Metribuzin, Flutolanil, Cyazofamid sowie Valifenalat.